# Liste der schottischen Außenminister
Diese Liste der schottischen Außenminister listet alle schottischen Außenminister seit 2000 auf.
| Antritt          | Abgang           | Außenminister   | Leben  | Partei                  | Regierung                                                                          |
| ---------------- | ---------------- | --------------- | ------ | ----------------------- | ---------------------------------------------------------------------------------- |
| 2000             | 2001             | Jack McConnell  | * 1960 | Labour Party            | Kabinett McLeish                                                                   |
| 17. Mai 2007     | 10. Februar 2009 | Linda Fabiani   | * 1956 | Scottish National Party | Kabinett Salmond I                                                                 |
| 12. Februar 2009 | 1. Dezember 2009 | Michael Russell | * 1953 | Scottish National Party | Kabinett Salmond I                                                                 |
| 1. Dezember 2009 | 17. Februar 2020 | Fiona Hyslop    | * 1964 | Scottish National Party | Kabinett Salmond I, Kabinett Salmond II, Kabinett Sturgeon I, Kabinett Sturgeon II |
| 17. Februar 2020 | 20. Mai 2021     | Michael Russell | * 1953 | Scottish National Party | Kabinett Sturgeon II                                                               |
| 20. Mai 2021     | amtierend        | Angus Robertson | * 1969 | Scottish National Party | Kabinett Sturgeon III                                                              |